# Дэвис, Мартин (математик)
Мартин Дэвид Дэвис (англ. Martin Davis, 8 марта 1928 — 1 января 2023) — американский математик, известный своей работой, которая посвящена десятой проблеме Гильберта.

## Биография
Родители Дэвиса иммигрировали в США из города Лодзь (Польша). Встретившись уже в Нью-Йорке, они поженились. Дэвис родился и вырос в городе Бронкс. Родители с детства поощряли Мартина получить высшее образование.
В 1950 году под руководством Алонзо Черча Мартин получил степень доктора в Принстонском университете, который является одним из старейших и самых престижных университетов США.

## Взнос
Дэвис — один из изобретателей алгоритма Дэвиса-Путнама и алгоритма DPLL. Также он известен благодаря своей модели машины Поста.

## Десятая проблема Гильберта
В 30-х годах XX века формализуется понятие алгоритм, а также появляются первые примеры алгоритмически неразрешимых теорий в математической логике. Важным моментом стало доказательство Андреем Марковым и Эмилем Постом (независимо друг от друга) неразрешимости задачи Туе в 1947 году. Это было первое доказательство неразрешимости алгебраической задачи. Трудности, с которыми столкнулись исследователи диофантовых уравнений, вызвали предположение, что необходимого Гильбертом алгоритма не существует. Немного ранее, в 1944 году, Эмиль Пост в одной из своих работ уже писал, что десятая проблема «молит о доказательстве неразрешимости» (англ. «Begs for an unsolvability proof»).

### Гипотеза Дэвиса
Слова Поста вдохновили студента Мартина Дэвиса на поиск доказательств неразрешимости десятой проблемы. Дэвис перешёл от её формулировки в целых числах к более естественной для теории алгоритмов формулировки в натуральных числах. Это две разные задачи, однако каждая из них сводится к другой. В 1953 году он опубликовал работу, в которой наметил путь решения десятой проблемы в натуральных числах.
Дэвис наравне с классическими диофантовыми уравнениями рассмотрел их параметрическую версию:
{\displaystyle P(a_{1},\ldots ,a_{n},x_{1},\ldots ,x_{m})=0,}
где многочлен {\displaystyle P} с целыми коэффициентами можно разделить на две части — параметры {\displaystyle a_{1},\ldots ,a_{n}} и переменные {\displaystyle x_{1},\ldots ,x_{m}.} При одном наборе значений параметров уравнения может иметь решение, при другом решений может его не иметь. Дэвис выделил множество {\displaystyle M}, которое содержит все наборы значений параметров ({\displaystyle n}), при которых уравнение имеет решение:
{\displaystyle \{a_{1},\ldots ,a_{n}\}\in M\Longleftrightarrow \exists x_{1},\ldots ,x_{m}\colon P(a_{1},\ldots ,a_{n},x_{1},\ldots ,x_{m})=0.}
Такую запись он назвал диофантовым представлением множества, а само множество также назвал диофантовым. Для доказательства неразрешимости десятой проблемы нужно было лишь показать диофантовость любого перечислимое множества, то есть показать возможность построения уравнения, которое имело бы натуральные корни {\displaystyle x_{1},\ldots ,x_{m}} при {\displaystyle \{a_{1},\ldots ,a_{n}\}}, принадлежащих к этому множеству: поскольку среди перечислимых множеств содержатся неразрешимые, то, взяв неразрешимое множество {\displaystyle M} за основу, невозможно было бы получить общий метод, который бы {\displaystyle n} определял, имеются ли в этом наборе уравнения натуральные корни. Всё это привело Дэвиса к такой гипотезе:

Понятие диофантового и перечислимого множества совпадают. Это значит, что множество диофантово тогда и только тогда, когда оно перечислимое.

Дэвис также сделал первый шаг — доказал, что любое перечислимое множество {\displaystyle M} можно представить в виде:
{\displaystyle \{a_{1},\ldots ,a_{n}\}\in M\Longleftrightarrow \exists z\forall y<z\exists x_{1},\ldots ,x_{m}\colon P(a_{1},\ldots ,a_{n},x_{1},\ldots ,x_{m},y,z)=0.}
Это получило название «нормальная форма Дэвиса». Доказать свою гипотезу, избавившись от квантора всеобщности, ему на тот момент не удалось.

## Награды и почётные звания
В 1975 году, Дэвис был награждён премией Стила, премией «Chauvenet Prize» и премией Лестера Форда за работу, которая посвящена десятой проблеме Гильберта.
В 1982 году Мартин стал членом и Американской академии искусств и наук.
В 2012 был избран стипендиатом Американского математического общества.

## Отдельные издания
Книги
- Мартин, Дэвис. Прикладной нестандартный анализ (неопр.). — Нью-Йорк: Wiley, 1977. — ISBN 9780471198970.
- Мартин, Дэвис; Джессика, Элейн; Рон, Сигал. Вычислимости, сложность и речи: Основы теоретической информатики. — 2-й том. — Бостон: Academic Press, Harcourt, Brace, 1994. — ISBN 9780122063824.
- Мартин, Дэвис. Двигатели логики: математика и происхождение компьютера. — Нью-Йорк: Norton, 2000. — ISBN 9780393322293.

Обзор «двигателей логики»: Уоллес, Ричард, Математики которые забывают ошибки истории: обзор двигателей логики("Мартин Дэвис"), ALICE A. I. Foundation.{{citation}}:  Википедия:Обслуживание CS1 (url-status) (ссылка)
Статьи
- Мартин Дэвис (1995), «Является ли математическое понимание алгоритмическим», «Behavioral and Brain Sciences», 13(4), 659-60.